# Amazon SimpleDB
Amazon SimpleDB（アマゾン シンプル ディービー）はAmazon.comによる分散データベースである。Amazon Web Servicesの一部であり、一般的にはAmazon Elastic Compute Cloud (EC2) やAmazon Simple Storage Service (S3) などとともに使われるWebサービスである。2007年12月13日に公開された。CAP定理において、一貫性が成立しておらず、それゆえ、書き込みをしても、一貫性読み込みを指定しない限り、読めるようになるまで1秒程度以下の時間がかかる。Erlangで記述されている。

## 課金体系
EC2やS3と同じように、Amazon社はSimpleDBのストレージ使用量、データ転送量およびインターネットへの転送量に応じて課金を行う。2008年12月1日に1GBのデータとマシン稼動25時間については無料となる新料金形態を発表した。同一地域内の他のAmazon Web Servicesへのデータ転送は無料である。

## クエリー
クエリーはSQLに似た構文で行う。関係データベースではないため、JOINはない。スキーマレスであるため、カラムにデータ型を指定する必要はなく、数値は自動的にクエリーの中では数値として扱える。日付は、ISO 8601形式で扱う。インデックスも自動的に張られる。一つのカラムに複数のデータを持たせることもできる。LIKEを使い、前方一致・後方一致・部分一致の文字列検索ができる。

## トランザクション
完全なトランザクションは扱えないが、Conditional PutとConditional Deleteがあり、指定したカラムが指定した値の時のみ更新・削除を行うことができる。これを使い、データの一貫性を保ったまま、データの更新・削除を行うことができる。データにバージョンを持たせたカラムをつけると、楽観的並行性制御を行える。

## 制約
以下の制約が規定されている。

### ストレージの制約
| Attribute                 | 最大量                |
| ------------------------- | --------------------- |
| ドメイン                  | 100アクティブドメイン |
| ドメインサイズ            | 10GB                  |
| ドメインごとのattribute数 | 1,000,000,000         |
| itemごとのattribute数     | 256                   |
| attributeサイズ           | 1024文字              |

### クエリの制約
| Attribute                           | 最大量  |
| ----------------------------------- | ------- |
| クエリ結果により返されるitem数      | 2500    |
| クエリ実行時間                      | 5秒以内 |
| クエリpredicateのattribute nameの数 | 1       |
| predicateに対する比較演算           | 20演算  |
| クエリ展開に対するpredicates        | 20      |